# Куроэда, Сики
Сики Куроэда (яп. 黒枝 士揮; род. 1 августа 1992 в Оите, Япония) — японский профессиональный шоссейный велогонщик, выступающий за континентальную команду «Aisan Racing Team».

## Достижения
2012
1-й Этап 1 Тур Хоккайдо
2016
1-й  Очковая классификация Тур Таиланда
2018
1-й Этап 3 Тур Ломбока